# Estadio Takhti (Teherán)
El Estadio Takhti (en persa: ورزشگاه تختی‎) es un estadio multiusos ubicado en la ciudad de Teherán en Irán, usado para la práctica del fútbol. Fue inaugurado en 1973 para servir como subsede de los Juegos Asiáticos de 1974, posee una capacidad para 30.000 espectadores y es utilizado por el club Naft Teherán integrante de la Liga Profesional de fútbol. El recinto debe su nombre a Gholamreza Takhti el más famoso boxeador en la historia del país.
El estadio albergó una sede del Campeonato de Fútbol de Asia Occidental de 2008. El 1° de junio de 2015 albergó la final de la Copa Hazfi la Copa de Irán.

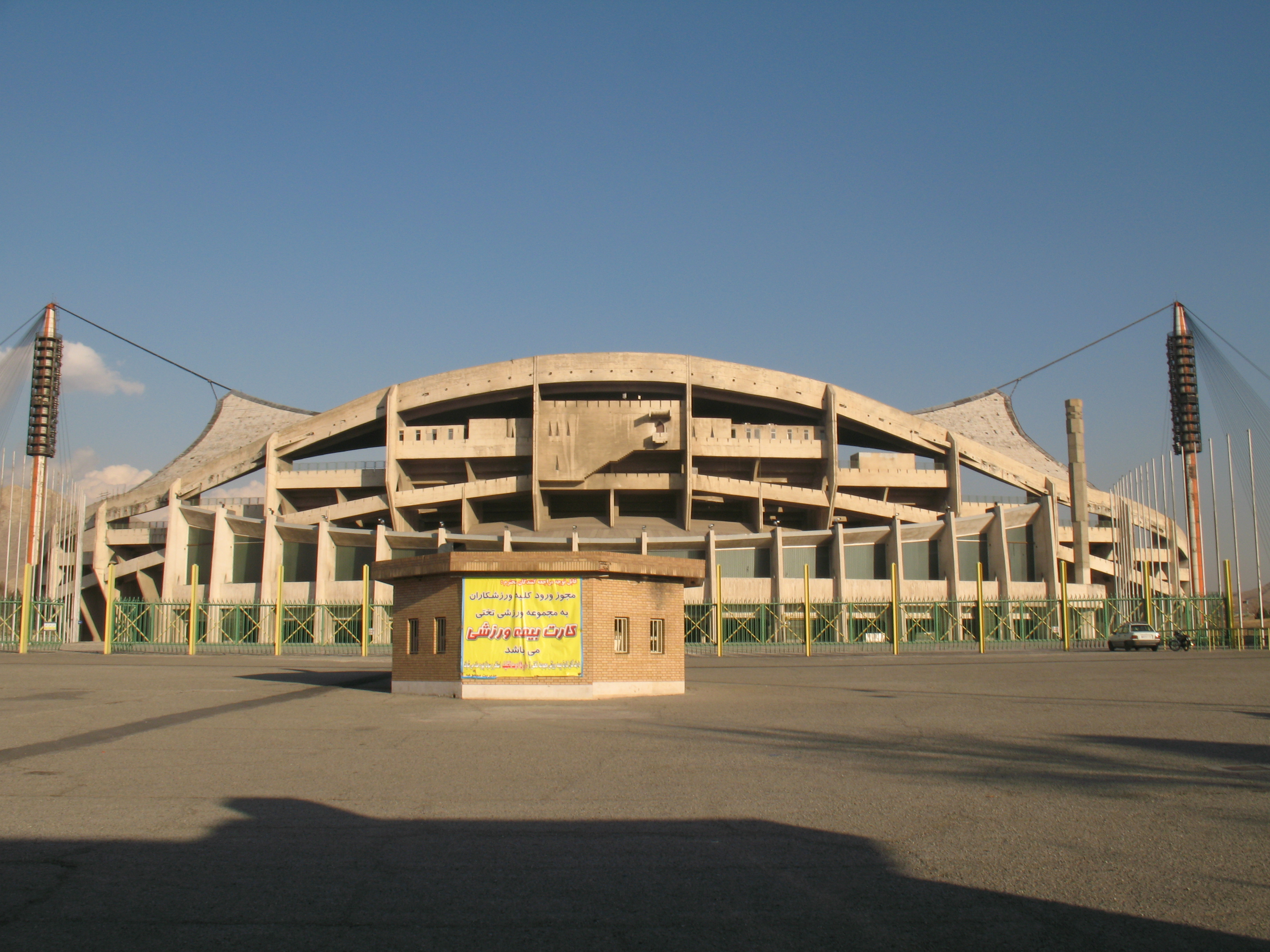